# Nikolskoje (obwód samarski)
Nikolskoje (ros. Никольское) – wieś (sieło) w Rosji, w obwodzie samarskim, w rejonie biezienczuckim. W 2010 liczyła 525 mieszkańców.